# Acmaeoderella perroti
Bupreste de Crau
Espèce
Acmaeoderella perroti, le Bupreste de Crau, est une espèce de coléoptères, endémique de la plaine de la Crau (France), qui se développe sur les chardons (Chardon d’Illyrie ou Chardon aux ânes, Onopordum illyricum). Les adultes se trouvent sur ces fleurs en juin et en juillet.

## Liste des sous-espèces
Selon GBIF (30 novembre 2024) :
- Acmaeoderella perroti franzinii Curletti & Magnani, 1987
- Acmaeoderella perroti perroti (Schaefer, 1950)

## Systématique
Le nom valide complet (avec auteur) de ce taxon est Acmaeoderella perroti (Schaefer (d), 1950).
L'espèce a été initialement classée dans le genre Acmaeodera sous le protonyme Acmaeodera perroti Schaefer, 1950.
Acmaeoderella perroti a pour synonymes :
- Acmaeodera perroti Schaefer, 1950
- Acmaeoderella cyanipennis perroti (Schaefer, 1949)